# Му (отрицание)
Му (японски/корейски) и У (китайски 無, на пинин: у) е дума, която е грубо превеждана като „не“, „няма“, „нула“, „без“ и „няма значение“. В японския и китайския езици се използва като представка, за да покаже липсата на нещо (напр., 無線/无线 мусен или вуксиан за „безжичен“). В българския и английският езици е по-добре познат като отговор на определен коан и на други въпроси в дзен будизма, с цел да покаже, че въпроса е безсмислен.
Най-известният коан свързан с му е: Монах попитал Джаоджошу Конгшен, китайски дзен учител (познат като Джошу на японски), „Има ли кучето Буда природа или няма?“ Джаоджошу отвърнал „У“ (на японски език Му).